# Lista de membros da Royal Society eleitos em 1987
Esta é uma lista de Membros da Royal Society eleitos em 1987.

## Fellows of the Royal Society (FRS)
1. Robert McNeill Alexander
2. George Brownlee
3. Bruce Macintosh Cattanach
4. John Frederick Clarke (1927-2013)[3]
5. William Compston
6. Donald Davies (1924-2000)[4]
7. Peter Doherty
8. Duncan Dowson
9. John Fozard (1928-1996)[5]
10. Vitaly Ginzburg (d. 2009)[6]
11. Coluthur Gopalan
12. Peter Raymond Grant
13. James Alexander Green
14. Norman Greenwood (1949-2012)
15. Bryan Harrison
16. Michael Hassell
17. Anthony Rex Hunter
18. Herbert Huppert
19. Olga Kennard
20. Anthony John Kirby
21. William Graeme Laver (d. 2008)[7]
22. Rodney Loudon
23. Nicholas Mackintosh
24. Terence Arthur Mansfield
25. Sir Peter Mansfield
26. James Desmond Caldwell McConnell
27. Peter Hague Nye (d. 2009)[8]
28. David Olive (d. 2012)
29. Oliver Penrose
30. Jack Pettigrew
31. Terence Howard Rabbitts
32. Benton Seymour Rabinovitch[9]
33. Edward Peter Raynes
34. Peter Neville Robson (d. 2010)[10]
35. Sir Michael Llewellyn Rutter
36. Roman Mieczyslaw Sawicki (1930-1990)[11]
37. Anthony James Merrill Spencer (d. 2008)[12]
38. Patrick Steptoe (1913-1988)[13]
39. William Thomas Tutte (1917-2002)[14]
40. James Kay Graham Watson
41. Sir Martin Francis Wood

## Foreign Members (ForMemRS)
1. David Baltimore[15][16]
2. Norman Ernest Borlaug (d. 2009)[17]
3. Walter Gilbert
4. George Rankine Irwin (1907-1998)[18]
5. Rudolph Arthur Marcus

## Outros
1. Sir Peter Markham Scott (1909-1989) (elected under statute 12)[19]
2. Anne Elizabeth Alice Louise Princess Royal (elected a Royal Fellow)